# Atletism la Jocurile Olimpice de vară din 2016 - 1.500 m (masculin)
Proba de 1.500 de metri masculin de la Jocurile Olimpice de vară din 2016 a avut loc în perioada 16-20 august pe Stadionul Olimpic.

## Recorduri
Înaintea acestei competiții, recordurile mondiale și olimpice erau următoarele:
| Record  | Atlet                    | Timp    | Loc               | Data               |
| ------- | ------------------------ | ------- | ----------------- | ------------------ |
| Mondial | Hicham El Guerrouj (MAR) | 3:26.00 | Roma, Italia      | 14 iulie 1998      |
| Olimpic | Noah Ngeny (KEN)         | 3:32.07 | Sydney, Australia | 29 septembrie 2000 |

| Area                                             |            |                    |                |
| Area                                             | Time (s)   | Athlete            | Nation         |
| ------------------------------------------------ | ---------- | ------------------ | -------------- |
| Africa (recorduri)                               | 3:26.00 RM | Hicham El Guerrouj | Maroc          |
| Asia (recorduri)                                 | 3:29.14    | Rashid Ramzi       | Bahrain        |
| Europa (recorduri)                               | 3:28.81    | Mo Farah           | Marea Britanie |
| America Centrală, de Nord și Caraibe (recorduri) | 3:29.30    | Bernard Lagat      | Statele Unite  |
| Oceania (recorduri)                              | 3.29.66    | Nick Willis        | Noua Zeelandă  |
| America de Sud (recorduri)                       | 3:33.25    | Hudson de Souza    | Brazilia       |

## Format
Competiția a avut trei etape: runda întâi cu trei serii, semifinalele cu două serii și finala. Primii șase din fiecare serie și alți opt atleți cu cel mai rapid timp s-au calificat în semifinale. Primii cinci clasați în fiecare dintre cele trei semifinale s-au calificat în finală, împreună cu alți doi atleți cu cel mai rapid timp.

## Rezultate

### Runda 1
Reguli de calificare: primii șase atleți din fiecare serie (C) și următorii opt atleți cu cel mai bun timp (c) se califică în semifinale.

#### Seria 1
| Loc | Nume                        | Naționalitate              | Timp    | Note |
| --- | --------------------------- | -------------------------- | ------- | ---- |
| 1   | Asbel Kiprop                | Kenya                      | 3:38.97 | (C)  |
| 2   | Ryan Gregson                | Australia                  | 3:39.13 | (C)  |
| 3   | Ayanleh Souleiman           | Djibouti                   | 3:39.25 | (C)  |
| 4   | Chris O'Hare                | Marea Britanie             | 3:39.26 | (C)  |
| 5   | Matthew Centrowitz Jr.      | Statele Unite ale Americii | 3:39.31 | (C)  |
| 6   | Fouad Elkaam                | Maroc                      | 3:39.51 | (C)  |
| 7   | David Bustos                | Spania                     | 3:39.73 | (c)  |
| 8   | Charles Philibert-Thiboutot | Canada                     | 3:40.04 | (c)  |
| 9   | Julian Matthews             | Noua Zeelandă              | 3:40.40 |      |
| 10  | Florian Carvalho            | Franța                     | 3:41.87 |      |
| 11  | Thiago André                | Brazilia                   | 3:44.42 |      |
| 12  | Santino Kenyi               | Sudanul de Sud             | 3:45.27 |      |
| 13  | Saud Al-Zaabi               | Emiratele Arabe Unite      | 4:02.35 |      |
| -   | Aman Wote                   | Etiopia                    | (DNS)   |      |

#### Seria a 2-a
| Loc | Nume                    | Naționalitate                  | Timp    | Note   |
| --- | ----------------------- | ------------------------------ | ------- | ------ |
| 1   | Taoufik Makhloufi       | Algeria                        | 3:46.82 | (C)    |
| 2   | Elijah Motonei Manangoi | Kenya                          | 3:46.83 | (C)    |
| 3   | Robby Andrews           | Statele Unite ale Americii     | 3:46.97 | (C)    |
| 4   | Nathan Brannen          | Canada                         | 3:47.07 | (C)    |
| 5   | Mekonnen Gebremedhin    | Etiopia                        | 3:47.33 | (C)    |
| 6   | Brahim Kaazouzi         | Maroc                          | 3:47.39 | (C)    |
| 7   | Homiyu Tesfaye          | Germania                       | 3:47.44 | (c)    |
| 8   | Hamish Carson           | Noua Zeelandă                  | 3:48.18 |        |
| 9   | Adel Mechaal            | Spania                         | 3:48.41 |        |
| 10  | Charlie Grice           | Marea Britanie                 | 3:48.51 | (c)    |
| 11  | Paulo Lokoro            | Echipa olimpică a refugiaților | 4:03.96 |        |
| 12  | Augusto Soares          | Timorul de Est                 | 4:11.35 | (PB)   |
| –   | Abdi Waiss Mouhyadin    | Djibouti                       | (DNF)   |        |
| –   | Filip Ingebrigtsen      | Norvegia                       | (DS)    | R163.2 |

#### Seria a 3-a
| Loc | Nume                   | Naționalitate              | Timp    | Note |
| --- | ---------------------- | -------------------------- | ------- | ---- |
| 1   | Jakub Holusa           | Cehia                      | 3:38.31 | (C)  |
| 2   | Ronald Kwemoi          | Kenya                      | 3:38.33 | (C)  |
| 3   | Abdalaati Iguider      | Maroc                      | 3:38.40 | (C)  |
| 4   | Ronald Musagala        | Uganda                     | 3:38.45 | (C)  |
| 5   | Henrik Ingebrigtsen    | Norvegia                   | 3:38.50 | (C)  |
| 6   | Nicholas Willis        | Noua Zeelandă              | 3:38.55 | (C)  |
| 7   | Benson Kiplagat Seurei | Bahrain                    | 3:38.82 | (c)  |
| 8   | Pieter-Jan Hannes      | Belgia                     | 3:38.89 | (c)  |
| 9   | Ben Blankenship        | Statele Unite ale Americii | 3:38.92 | (c)  |
| 10  | Dawit Wolde            | Etiopia                    | 3:39.29 | (c)  |
| 11  | Salim Keddar           | Algeria                    | 3:40.63 |      |
| 12  | Luke Mathews           | Australia                  | 3:44.51 |      |
| 13  | Ilham Tanui Ozbilen    | Turcia                     | 3:49.02 |      |
| 14  | Mohammed Rageh         | Yemen                      | 3:58.99 |      |
| 15  | Erick Rodriguez        | Nicaragua                  | 4:00.30 |      |

### Semifinale
Reguli de calificare: primii cinci atleți din fiecare serie (Q) si încă doi cu cel mai rapid timp (c) se califică în finală

#### Semifinala 1
| Loc | Nume | Naționalitate | Timp | Note |
| --- | ---- | ------------- | ---- | ---- |

| Rank | Athlete                | Nationality                | Time    | Notes |
| ---- | ---------------------- | -------------------------- | ------- | ----- |
| 1    | Asbel Kiprop           | Kenya                      | 3:39.73 | (C)   |
| 2    | Taoufik Makhloufi      | Algeria                    | 3:39.88 | (C)   |
| 3    | Nicholas Willis        | Noua Zeelandă              | 3:39.96 | (C)   |
| 4    | Ben Blankenship        | Statele Unite ale Americii | 3:39.99 | (C)   |
| 5    | Charlie Grice          | Marea Britanie             | 3:40.05 | (C)   |
| 6    | Abdalaati Iguider      | Maroc                      | 3:40.11 | (c)   |
| 7    | Nathan Brannen         | Canada                     | 3:40.20 | (c)   |
| 8    | Benson Kiplagat Seurei | Bahrain                    | 3:40.53 |       |
| 9    | Jakub Holusa           | Cehia                      | 3:40.83 |       |
| 10   | Dawit Wolde            | Etiopia                    | 3:41.42 |       |
| 11   | Henrik Ingebrigtsen    | Norvegia                   | 3:42.51 |       |
| 12   | Pieter-Jan Hannes      | Belgia                     | 3:43.71 |       |
| 13   | Brahim Kaazouzi        | Maroc                      | 3:48.66 |       |

#### Semifinala a 2-a
| Loc | Nume                        | Naționalitate              | Timp    | Note   |
| --- | --------------------------- | -------------------------- | ------- | ------ |
| 1   | Ronald Kwemoi               | Kenya                      | 3:39.42 | (C)    |
| 2   | Ayanleh Souleiman           | Djibouti                   | 3:39.46 | (C)    |
| 3   | Matthew Centrowitz Jr.      | Statele Unite ale Americii | 3:39.61 | (C)    |
| 4   | Ryan Gregson                | Australia                  | 3:40.02 | (C)    |
| 5   | Ronald Musagala             | Uganda                     | 3:40.37 | (C)    |
| 6   | Mekonnen Gebremedhin        | Etiopia                    | 3:40.69 |        |
| 7   | Homiyu Tesfaye              | Germania                   | 3:40.76 |        |
| 8   | Charles Philibert-Thiboutot | Canada                     | 3:40.79 |        |
| 9   | Fouad Elkaam                | Maroc                      | 3:40.93 |        |
| 10  | Chris O'Hare                | Marea Britanie             | 3:44.27 |        |
| 11  | David Bustos                | Spania                     | 3:56.54 | (c)    |
| –   | Elijah Manangoi             | Kenya                      | (DNS)   |        |
| –   | Robby Andrews               | Statele Unite ale Americii | (DS)    | R163.4 |

### Finala
| Loc | Nume                    | Naționalitate              | Timp    | Note |
| --- | ----------------------- | -------------------------- | ------- | ---- |
| 1   | Matthew Centrowitz, Jr. | Statele Unite ale Americii | 3:50.00 |      |
| 2   | Taoufik Makhloufi       | Algeria                    | 3:50.11 |      |
| 3   | Nick Willis             | Noua Zeelandă              | 3:50.24 |      |
| 4   | Ayanleh Souleiman       | Djibouti                   | 3:50.29 |      |
| 5   | Abdalaati Iguider       | Maroc                      | 3:50.58 |      |
| 6   | Asbel Kiprop            | Kenya                      | 3:50.87 |      |
| 7   | David Bustos            | Spania                     | 3:51.06 |      |
| 8   | Ben Blankenship         | Statele Unite ale Americii | 3:51.09 |      |
| 9   | Ryan Gregson            | Australia                  | 3:51.39 |      |
| 10  | Nathan Brannen          | Canada                     | 3:51.45 |      |
| 11  | Ronald Musagala         | Uganda                     | 3:51.68 |      |
| 12  | Charlie Grice           | Marea Britanie             | 3:51.73 |      |
| 13  | Ronald Kwemoi           | Kenya                      | 3:56.76 |      |

## Legendă
RA Record african | AM Record american | AS Record asiatic | RE Record european | OCRecord oceanic | RO Record olimpic | RM Record mondial | RN Record național | SA Record sud-american | RC Record al competiției | DNF Nu a terminat | DNS Nu a luat startul | DS Descalificare | EL Cea mai bună performanță europeană a anului | PB Record personal | SB Cea mai bună performanță a sezonului | WL Cea mai bună performanță mondială a anului 